# Moleta Rodona
La Moleta Rodona és una muntanya de 1.358 metres que es troba al municipi de Roquetes, a la comarca catalana del Baix Ebre.